# Chaín (Gondomar)
Chaín (oficialmente Santa María de Chaín) es una parroquia española del municipio de Gondomar, perteneciente a la provincia de Pontevedra, en la comunidad autónoma de Galicia.

## Historia
Hacia mediados del siglo XIX, el lugar, por entonces referido como una feligresía, tenía contabilizada una población de 659 habitantes. Aparece descrito en el séptimo volumen del Diccionario geográfico-estadístico-histórico de España y sus posesiones de Ultramar de Pascual Madoz con las siguientes palabras:

CHAIN (Sta. Maria): felig. en la prov. de Pontevedra (6 leg.), part. jud. de Vigo (1 1/2), dioc. de Tuy (1), ayunt. de Gondomar: sit. á la izq. del r. Ramallosa en la carretera de Tuy á Bayona, con libre ventilacion y clima sano. Tiene unas 140 casas distribuidas en los l. de Castelo de Avbajo, Castelo de Arriba, Fouco, Iglesia, Loureiro, Mourisca, Pintor, Sapa y Torre. La igl. parr. dedicada á Sta. Maria se halla servida por un cura de entrada, y de provision real y ordinaria. Confina el térm. con las felig. de Cela, Gondomar, Chenlo y Ramallosa. El terreno participa de monte y llano, es de buena calidad, y abunda en aguas potables y de riego. Ademas de la indicada carretera hay otros caminos que conducen á las felig. inmediatas, su estado regular. prod.: cereales, legumbres, hortalizas, combustible y pastos: mantiene ganado vacuno, mular, de cerda, lanar y cabrio; hay caza y pesca de varias especies. pobl.: 145 vec., 659 alm. contr.: con su ayunt. (V.)
(Madoz, 1847, p. 296)

En 2022, tenía empadronados 905 habitantes.

## Patrimonio
Hay en la parroquia una iglesia de Santa María.